# Arlene Dahl
Arlene Carol Dahl (Minneapolis, 11 agosto 1925 – New York, 29 novembre 2021) è stata un'attrice e modella statunitense.

## Biografia
Di origini norvegesi, Arlene Dahl nacque a Minneapolis da Idelle Swan e Rudolph S. Dahl, dirigente della Ford. Incoraggiata dalla madre, appassionata di teatro, la Dahl iniziò presto a prendere lezioni di recitazione e di danza, partecipando a rappresentazioni amatoriali scolastiche. Durante gli studi superiori presso la Washburn High School, continuò a recitare con compagnie locali e lavorò come modella pubblicitaria, prima di iscriversi per un breve periodo all'Università del Minnesota.
Eletta Rheingold Beer Girl del 1946, Arlene Dahl iniziò la carriera cinematografica l'anno successivo con un piccolo ruolo non accreditato nella commedia Vita col padre (1947), interpretato da William Powell ed Elizabeth Taylor. Sotto contratto con la MGM, la Dahl si affermò nei generi più disparati come la commedia Un sudista del Nord (1948), accanto a Red Skelton, il poliziesco La mano deforme (1949), al fianco di Van Johnson, il thriller in costume Il regno del terrore (1949) e il musical Tre piccole parole (1950), biografia dei compositori Bert Kalmar e Harry Ruby.
Con la sua elegante figura, la splendida carnagione e la fiammeggiante capigliatura ramata, l'attrice sembrava nata per il Technicolor e si distinse tra le più belle star di Hollywood del periodo, raggiungendo l'apice della carriera nella prima metà degli anni cinquanta, recitando al fianco dei più popolari divi dell'epoca. Fu protagonista anche di due western, L'imboscata (1950) con Robert Taylor e John Hodiak, e La carovana maledetta (1950) con Joel McCrea e Barry Sullivan, per poi specializzarsi in film d'avventura in costume e di ambientazione esotica come L’oro dei Caraibi (1952) con John Payne, La legione del Sahara (1953) con Alan Ladd, Giamaica (1953) con Ray Milland e Sangaree (1953), accanto a Fernando Lamas, con cui recitò nuovamente ne Il diamante del re (1953) e che sposò nel 1954.
Nella seconda metà del decennio, l'attrice si allontanò progressivamente dal cinema per dedicarsi anche a show per il piccolo schermo come il quiz What's My Line?. Interpretò ancora due film polizieschi in Inghilterra, Amare per uccidere (1956) di Ken Hughes, con Herbert Marshall e Philip Carey, e Indagine pericolosa (1957) di Sidney Gilliat, accanto a Jack Hawkins e Dennis Price; ritornò in America per Viaggio al centro della terra (1959) di Henry Levin, trasposizione cinematografica dell'omonimo romanzo di Jules Verne, in cui apparve al fianco di Pat Boone e James Mason, cui fecero seguito pochi film, tra cui la commedia Ho sposato 40 milioni di donne (1964) di Curtis Bernhardt e il western Bruciatelo vivo! (1969) di Nathan Juran.
Durante gli anni sessanta e settanta comparve sporadicamente sul grande schermo e in televisione, dedicandosi prevalentemente agli affari e alla Arlene Dahl Enterprises, marchio di lingerie e cosmetica da lei fondato, e all'astrologia. Riconquistò una certa popolarità sul piccolo schermo all'inizio degli anni ottanta, partecipando a serie come Fantasilandia (1981), Una vita da vivere (1981-1984), in cui ricoprì il ruolo di Lucinda Schenck Wilson, e Love Boat, di cui interpretò quattro episodi tra il 1979 e il 1987. Negli anni novanta partecipò a due episodi del serial poliziesco Renegade (1995-1997), a fianco del figlio Lorenzo, protagonista della serie nel ruolo di Reno Raines.

## Vita privata
Diva dalla movimentata vita privata, Arlene Dahl ebbe sei mariti. Si sposò la prima volta nel 1951 con l'attore Lex Barker, celebre Tarzan dello schermo, da cui divorziò l'anno successivo. Nel 1954 sposò l'attore di origine argentina Fernando Lamas, uno dei più famosi latin lover dello schermo, da cui nel 1958 ebbe un unico figlio, Lorenzo Lamas, divenuto celebre attore televisivo. Fu un'unione molto pubblicizzata e seguita dalla stampa rosa specializzata, con una separazione pubblica, una successiva riconciliazione, e la conclusione con il divorzio nel 1960. Successivamente l'attrice si sposò altre quattro volte: con Christian R. Holmes (1960-1964), da cui ebbe la figlia Christina (nata nel 1961), con Alexis Lichine (1964-1969), con Rounsevelle W. Schaum (1969-1976), da cui ebbe il figlio Rousevelle Andreas (nato nel 1970), e infine con Marc Rosen, sposato nel 1984. Fra i vari matrimoni intrattenne anche relazioni sentimentali con gli attori Ron Randell (con il quale progettò di sposarsi nel 1952), Robert Ryan, Red Buttons, George Nader e Guy Madison.
Ha diviso il proprio tempo tra le sue due residenze, una in Florida, a West Palm Beach, e l'altra a New York, città dove è morta il 29 novembre 2021 all'età di 96 anni.

### Riconoscimenti
Per il suo contributo all'industria del cinema, Arlene Dahl ha una stella sulla Hollywood Walk of Fame al 1624 Vine Street.

## Filmografia

### Cinema
- Vita col padre (Life With Father), regia di Michael Curtiz (1947) (non accreditata)
- My Wild Irish Rose, regia di David Butler (1947)
- La sposa ribelle (The Bride Goes Wild), regia di Norman Taurog (1948)
- Un sudista del Nord (A Southern Yankee), regia di Edward Sedgwick (1948)
- La mano deforme (Scene of the Crime), regia di Roy Rowland (1949)
- Il regno del terrore (Reign of Terror), regia di Anthony Mann (1949)
- L'imboscata (Ambush), regia di Sam Wood (1950)
- La carovana maledetta (The Outriders), regia di Roy Rowland (1950)
- Tre piccole parole (Three Little Words), regia di Richard Thorpe (1950)
- Prego sorrida! (Watch the Birdie), regia di Jack Donohue (1950)
- Tutto per tutto (Inside Straight), regia di Gerald Mayer (1951)
- No Questions Asked, regia di Harold F. Kress (1951)
- L'oro dei Caraibi (Caribbean), regia di Edward Ludwig (1952)
- La legione del Sahara (Desert Legion), regia di Joseph Pevney (1953)
- Giamaica (Jamaica Run), regia di Lewis R. Foster (1953)
- Sangaree, regia di Edward Ludwig (1953)
- Arrivan le ragazze (Here Come the Girls), regia di Claude Binyon (1953)
- Il diamante del re (The Diamond Queen), regia di John Brahm (1953)
- Il mondo è delle donne (Woman's World), regia di Jean Negulesco (1954)
- I fucilieri del Bengala (Bengala Brigade), regia di László Benedek (1954)
- Veneri rosse (Slightly Scarlet), regia di Allan Dwan (1956)
- Amare per uccidere (Wicked as They Come), regia di Ken Hughes (1956)
- Indagine pericolosa (Woman's World), regia di Sidney Gilliat (1957)
- Viaggio al centro della terra (Journey to the Center of the Earth), regia di Henry Levin (1959)
- Ho sposato 40 milioni di donne (Woman's World), regia di Curtis Bernhardt (1964)
- Le poneyttes, regia di Joël Le Moigné (1967)
- Du blé en liasses, regia di Alain Brunet (1969)
- Bruciatelo vivo! (Land Raiders), regia di Nathan Juran (1969)
- Katmandu (Les chemins de Katmandou), regia di André Cayatte (1969)
- Deadly Dream, regia di Alf Kjellin (1971) - film per la TV
- Costretti a combattere (Night of the Warrior), regia di Rafal Zielinski (1991)

### Televisione
- Lux Video Theatre - serie TV, 2 episodi (1954-1955)
- The Ford Television Theatre - serie TV, 2 episodi (1954-1955)
- Avventure lungo il fiume (Riverboat) - serie TV, 1 episodio (1960)
- La legge di Burke (Burke's Law) - serie TV, 4 episodi (1963-1965)
- Polvere di stelle (Bob Hope Presents the Chrysler Theatre) - serie TV, 1 episodio (1965)
- Love, American Style - serie TV, 1 episodio (1971)
- Ultimo indizio (Jigsaw John) - serie TV, 1 episodio (1976)
- Fantasilandia (Fantasy Island) - serie TV, 1 episodio (1981)
- Una vita da vivere (Once Life to Live) - serie TV, 4 episodi (1983-1984)
- Love Boat (The Love Boat) - serie TV, 4 episodi (1979-1987)
- Renegade - serie TV, 2 episodi (1995-1997)
- Air America - serie TV, 1 episodio (1999)

### Apparizioni in film e documentari
- Some of the Best: Twenty-Five Years of Motion Picture Leadership documentario (1949)

## Doppiatrici italiane
- Dhia Cristiani in: Il regno del terrore, Giamaica, L'oro dei Carabi, Tutto per tutto, Viaggio al centro della Terra
- Miranda Bonansea in: Un sudista del nord, Tre piccole parole, L'imboscata
- Lydia Simoneschi in: Veneri rosse, I fucilieri del Bengala, La legione del Sahara
- Rosetta Calavetta in: Sangaree
- Micaela Giustiniani in: Il diamante del re
- Renata Marini in: Il mondo è delle donne